# Обобщённая сила
Обобщённая си́ла — величина коэффициента при вариации обобщённой координаты в слагаемом выражения для виртуальной работы.
Указанное выражение записывается как {\displaystyle \delta A=\sum _{i=1}^{s}Q_{i}\delta q_{i}}, обобщённые силы здесь — величи́ны {\displaystyle Q_{i}}. Размерность обобщённой силы равна размерности работы, делённой на размерность обобщённой координаты. Потенциальной обобщённой силой называется величина {\displaystyle Q_{i}^{p}={\frac {\partial L}{\partial q_{i}}}}, где {\displaystyle L} — функция Лагранжа. Из уравнений Лагранжа для произвольной голономной системы, на которую действуют как потенциальные {\displaystyle {\frac {\partial L}{\partial q_{i}}}}, так и непотенциальные {\displaystyle Q_{i}^{n}} обобщённые силы, {\displaystyle {\frac {d}{dt}}\left({\frac {\partial L}{\partial {\dot {q}}_{i}}}\right)-{\frac {\partial L}{\partial q_{i}}}=Q_{i}^{n}} следует, что обобщённые силы {\displaystyle Q_{i}=Q_{i}^{p}+Q_{i}^{n}} и обобщённые импульсы {\displaystyle p_{i}={\frac {\partial L}{\partial {\dot {q}}_{i}}}} связаны между собой согласно второму закону Ньютона, а именно как {\displaystyle {\dot {p}}_{i}=Q_{i}}.